# Елисаветин золотой
Елисаве́тин золото́й — общее название пробных золотых монет номиналами 5 (полуимпериал) и 10 (империал) рублей, предложенных во время денежной реформы в 1755 году во время царствования императрицы Елизаветы Петровны. Монеты не были утверждены (указом от 12 ноября 1755 года была принята только их проба) и не поступали в обращение. Елисаветин золотой номиналом в 10 рублей известен в единственном экземпляре. Известных подлинников полуимпериала нет, существуют только новоделы).

## Название
Своё название эти пробные монеты получили из-за соответствующей надписи ЕЛИСАВЕТИНЪ ЗОЛОТОI на реверсе. В 1755 году слово «золотой» было впервые использовано в легенде российских денежных знаков. Указание на царствующую императрицу было использовано по аналогии с европейскими монетами: французской монеты «золотой Луи» — луидора или прусского фридрихсдора.

## 5 рублей
Известно два варианта елизаветиного золотого номиналом 5 рублей 1755 года, которые различаются наличием на аверсе знака монетного двора и величиной портрета императрицы. В начале XX века Нумизматическим отделением Императорского Русского археологического общества оба эти варианта были признаны новоделами (поддельными), сделанными по старым штемпелям в более позднее время (такие выводы были сделаны из-за ржавчины на штемпелях, которыми их чеканили и рисунка гурта, присущему золотым монетам Александра I).
Предполагается, что оригинальные монеты были отчеканены из золота 88-й пробы (когда как новоделы имеют 94 2⁄3 пробу) на диске диаметром 23-25 миллиметров и весом 6,58 грамм.
На аверсе обеих монет изображён погрудный портрет Елизаветы Петровна в парадном платье с орденской лентой и императорской мантии, высокая причёска украшена жемчугом и короной. Вокруг изображения круговая надпись Б∙М∙ЕЛИСАВЕТЪ∙I∙IМП∙I∙САМОД∙ВСЕРОС (рус. Божиею милостию Елизавета I императрица и самодержица Всероссийская). Под портретом расположена аббревиатура СПб, буквенный монетный знак Санкт-Петербургского монетного двора. На варианте пятирублевки с увеличенным портретом этого знака нет.
На реверсе изображён двуглавый орёл с поднятыми вверх крыльями, со скипетром и державой в когтях, вокруг которого круговая надпись ЕЛИСАВЕТИНЪ∙ЗОЛОТОI∙ЦЕНА∙ПЯТЬ∙РУБЛЕ (рус. Елисаветин золотой цена пять рублей). На груди орла расположен гербовой щит, на голубом поле которого (цвет обозначен горизонтальными штрихами) изображение Апостола Андрея, распятого на «андреевском» кресте. Над головами орла указан год чеканки — 1755.
Гурт монеты шнуровидный, наклон вправо. Как было отмечено членами Нумизматического отделения на этих новоделах гурт более косой, когда как на монетах времён Елизаветы чёрточки были практически вертикальными.
Предполагается, что штемпель и портрет для него были сделаны медальером Бенджамином Скоттом (по легенде при изготовлении своего штемпеля для пробных монет Бенджамин Скотт использовал портрет императрицы, сделанный швейцарским медальером Иоганном Карлом Гедлингером). Этот портрет Скотт делал для пробного золотого двойного империала — двадцатирублёвки 1755 года, номинал которой не был утвержден, но был утверждён внешний вид.

## 10 рублей
Монета отчеканена из золота 88-й пробы (предполагается, что также был вариант 94 2⁄3 пробы) на диске диаметром 31 миллиметр и весом 16,57 грамм (в том числе чистого золота 15,16 грамма).
На аверсе изображён погрудный портрет императрицы с круговой надписью Б∙М∙ЕЛИСАВЕТЪ∙I∙IМП∙I∙САМОД∙ВСЕРОС (рус. Божиею милостию Елизавета I императрица и самодержица Всероссийская, именно отсюда пошло название «империал», закрепившееся за золотыми десятирублёвками), внизу — аббревиатура СПб, буквенный монетный знак Санкт-Петербургского монетного двора.
На реверсе изображён двуглавый орёл, увенчанный тремя коронами и с поднятыми вверх крыльями, со скипетром в правой и державой в левой лапах. На груди орла расположен гербовой щит, на голубом поле которого (цвет обозначен горизонтальными штрихами) изображение Апостола Андрея в длинном хитоне, который держит «андреевский» крест перед собой, обеими руками за верх перекладин. Вокруг легенда: ЕЛИСАВЕТИНЪ∙ЗОЛОТОI∙ЦЕНА∙ДЕСЯТЬ∙РУБЛЕ (рус. Елисаветин золотой цена десять рублей). Гурт монеты шнуровидный, наклон вправо. Год чеканки разделён верхней короной надвое: слева 17 и справа 55.
Известно, что когда директор Санкт-Петербургского монетного двора Иван Андреевич Шлаттер 4 августа 1755 года представлял в Сенате проект этого империала, на руках у него были два экземпляра елисаветиного золотого номиналом 10 рублей: один 88-й, а второй 94 2⁄3 пробы. Единственный сохранившийся (известный) экземпляр золотого империала 1755 года с надписью ЕЛИСАВЕТИНЪ ЗОЛОТОI изготовлен из золота 88-й пробы. Он был выкуплен у нумизматической фирмы В. Г. Белина и передан в собрание Императорского Эрмитажа 28 марта 1905 года.

## 20 рублей
Иногда елисаветиным золотым ошибочно называют также пробный золотой двойной империал — двадцатирублёвку 1755 года, чей внешний вид (портрет на аверсе) был утверждён за проект империалов. Известны два экземпляра пробных 20 рублей: один находится в Эрмитаже, второй хранился в коллекции великого князя Георгия Михайловича и в 1950 году был продан на аукционе «Кристис», после чего об этой монете ничего не было известно до 2008 года — 6 ноября она была выставлена на аукционе Святого Джеймса в Лондоне и продана частному коллекционеру за 1 миллион 555 тысяч фунтов стерлингов.

## Апостол Андрей
Отличительной особенностью елисаветиных золотых является изображение Апостола Андрея на реверсе монеты. До этого, на золотых андреевских червонцах 1749 и последующих годов апостол изображался держащим крест позади себя (впервые появилось на андреевских двухрублёвиках 1718 года), придерживая его левой рукой. На елисаветином золотом номиналом 5 рублей апостол распят, а на золотом номинала 10 рублей — Андрей Первозванный держит крест перед собой. Предполагается, что такое расположение было заимствовано с западно-европейских монет (в частности Брауншвейг-Люнебургских), на которых апостол Андрей часто изображался держащим крест перед собой (преимущественно на талерах XVII века).
- Реверсы
- Талер 1667 года, где апостол держит крест перед собой.
- Андреевский двухрублёвик 1718 года[17].
- Андреевский червонец 1749 года[18].
- Утверждённый империал 1755 года[19].

Согласно указу императрицы Елизаветы Петровны «О порядке обращения золотых монет…» 12 ноября 1755 года на производимых в период с 1755 по 1759 годы золотых империалах и полуимпериалах на реверсе вместо орла c изображённым на груди апостолом находился крест из пяти картушей с гербами империи: государственный в центре, вокруг — гербы Москвы (сверху), Казанского (справа), Сибирского (внизу) и Астраханского (слева) царств (верхний картуш венчает императорская корона, остальные — обычные).